# Andrei Petrovich Kiselyov
Andrei Petrovich Kiselyov (em russo:  Андрей Петрович Киселёв, 30 de novembro de 1852 — 8 de novembro de 1940) foi um matemático russo e soviético. Seu livro, intitulado simplesmente "геометрия" (Geometria), tem sido o padrão para as escolas russas desde 1892. Foi produzido para o czar, mas também recebeu uma medalha soviética pelo seu trabalho em pedagogia. Mais de dez milhões de cópias de seus livros foram impressos.

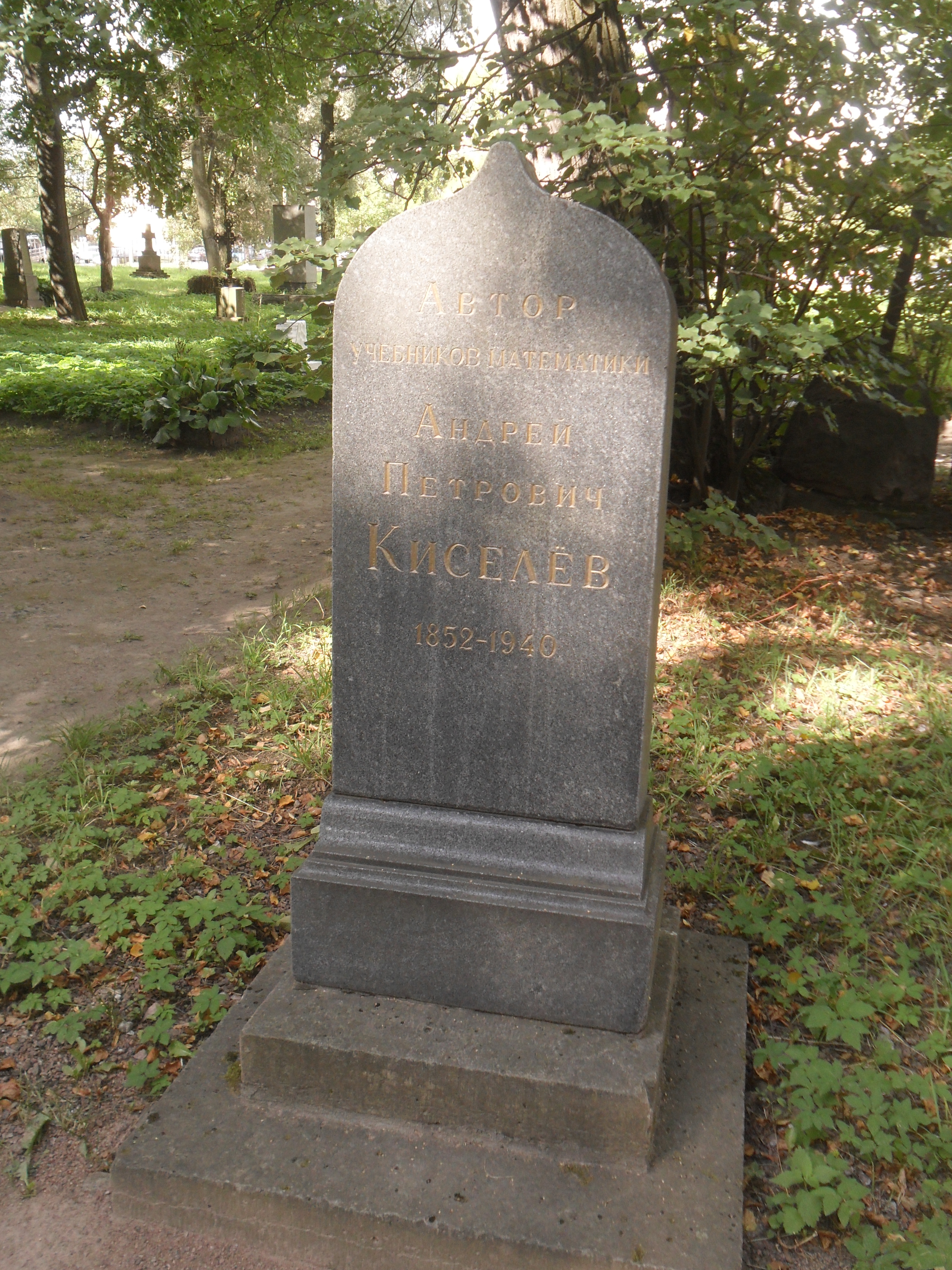
Sepultura no Cemitério de Volkovo